# Миллард (округ)
Округ Миллард (англ. Millard County) располагается в штате Юта, США. Официально образован в 1852 году. По состоянию на 2010 год, численность населения составляла 12 503 человек.

## География
По данным Бюро переписи США, общая площадь округа равняется 17 684,538 км2, из которых 17 083,657 км2 суша и 600,881 км2 или 3,400 % это водоёмы.

## Население
По данным переписи населения 2000 года в округе проживает 12 405 жителей в составе 3 840 домашних хозяйств и 3 091 семей. Плотность населения составляет 1,00 человек на км2. На территории округа насчитывается 4 522 жилых строений, при плотности застройки менее 1,00-го строения на км2. Расовый состав населения: белые — 93,94 %, афроамериканцы — 0,10 %, коренные американцы (индейцы) — 1,31 %, азиаты — 0,48 %, гавайцы — 0,20 %, представители других рас — 2,76 %, представители двух или более рас — 1,21 %. Испаноязычные составляли 7,18 % населения независимо от расы.
В составе 3 840,00 % из общего числа домашних хозяйств проживают дети в возрасте до 18 лет, 18,00 % домашних хозяйств представляют собой супружеские пары проживающие вместе, 70,60 % домашних хозяйств представляют собой одиноких женщин без супруга, 7,10 % домашних хозяйств не имеют отношения к семьям, 18,30 % домашних хозяйств состоят из одного человека, 10,10 % домашних хозяйств состоят из престарелых (65 лет и старше), проживающих в одиночестве. Средний размер домашнего хозяйства составляет 3,19 человека, и средний размер семьи 3,66 человека.
Возрастной состав округа: 37,30 % моложе 18 лет, 8,00 % от 18 до 24, 22,90 % от 25 до 44, 19,40 % от 45 до 64 и 19,40 % от 65 и старше. Средний возраст жителя округа 30 лет. На каждые 100 женщин приходится 104,90 мужчин. На каждые 100 женщин старше 18 лет приходится 101,90 мужчин.
Средний доход на домохозяйство в округе составлял 36 178 USD, на семью — 41 797 USD. Среднестатистический заработок мужчины был 36 989 USD против 20 168 USD для женщины. Доход на душу населения составлял 13 408 USD. Около 9,40 % семей и 13,10 % общего населения находились ниже черты бедности, в том числе — 17,20 % молодежи (тех, кому ещё не исполнилось 18 лет) и 7,20 % тех, кому было уже больше 65 лет.